# Gymnophthalminae
Sous-famille
Les Gymnophthalminae sont une sous-famille de sauriens de la famille des Gymnophthalmidae.

## Répartition
Les espèces de cette sous-famille se rencontrent en Amérique du Sud et en Amérique centrale.

## Liste des genres
Selon The Reptile Database (6 janvier 2016) :
- Acratosaura Rodrigues, Pellegrino, Dixo, Verdade, Pavan, Argolo & Sites, 2007
- Alexandresaurus Rodrigues, Pellegrino, Dixo, Verdade, Pavan, Argolo & Sites, 2007
- Calyptommatus Rodrigues, 1991
- Caparaonia Rodrigues, Cassimiro, Pavan, Curcio, Verdade & Machado Pellegrino, 2009
- Colobodactylus Amaral, 1933
- Colobosaura Boulenger, 1887
- Gymnophthalmus Merrem, 1820
- Heterodactylus Spix, 1825
- Iphisa Gray, 1851
- Micrablepharus Boettger 1885
- Nothobachia Rodrigues, 1984
- Procellosaurinus Rodrigues, 1991
- Psilophthalmus Rodrigues, 1991
- Rondonops Colli, Hoogmoed, Cannatella, Cassimiro, Gomes, Ghellere, Sales-Nunes, Pellegrino, Salerno, Marques De Souza & Rodrigues, 2015
- Scriptosaura Trefaut Rodrigues & dos Santos, 2008
- Stenolepis Boulenger, 1888
- Tretioscincus Cope, 1862
- Vanzosaura Rodrigues, 1991

## Publication originale
- Merrem, 1820 : Versuch eines Systems der Amphibien I (Tentamen Systematis Amphibiorum). J. C. Krieger, Marburg, p. 1-191 (texte intégral).